# Sara Rask
Sara Rask, född 16 mars 2000 i Åmål, är en svensk alpin skidåkare tävlande för Sollentuna SLK. Hennes huvuddiscipliner är teknikgrenarna, vilket innebär att hon gör sina bästa resultat i slalom och storslalom.
Rask har främst tävlat i tävlingar anordnade av FIS och Europacupen, i vilka hon har gjort en del framstående resultat sedan den alpina säsongen 2018/2019. Dessa framgångar ledde fram till att hon fick göra världscupdebut i Ofterschwangs storslalomtävling den 9 mars 2018. Debuten slutade med en 42:a plats, vilket var näst sist av dem som tog sig i mål i det första åket. Hittills har hon gjort 16 världscupstarter, alla i slalom eller storslalom och de flesta under den alpina säsongen 2019/2020.

## Karriär

### Europacupen

#### Säsongen 2017/2018
Sara Rask debuterade i Europacupen den 29 november 2017 i Funäsdalens slalomtävling. Hon körde ur under det första åket av denna Europacuptävling. I den andra tävlingen dagen efter tog hon sig ner i båda åken, och slutade på en 32:a plats totalt. Senare samma säsong lyckades hon bli topp 30 för första gången i Europacupen när hon blev 14:e respektive 15:e i Zell am Sees båda slalomtävlingar. Dessa genomfördes den 13-14 januari 2018. Detta toppades med en 9:e plats i Bad Wiessees slalom den 18 februari 2018.
9:e platsen utgjorde Rasks bästa resultat i Europacupen under denna säsong.

#### Säsongen 2018/2019
Även denna Europacupsäsong började på hemmasnö i Funäsdalen, där hon blev 50:e och 22:a i de båda storslalomtävlingarna 30 november - 1 december 2018. Detta följdes upp med en 14:e och 5:e plats i Trysil några dagar senare, vilket betydde ett nytt personbästa i Europacupen för Rask. Utöver detta resultat lyckades hon bli topp 10 vid ytterligare två tillfällen under säsongen, när hon blev 5:a i Tignes parallellslalom den 1 februari 2019 och via den 9:e placering hon åstadkom i Obdach den 5 februari 2019. Hon blev 58:a i Eurocupens storslalomcup under den här säsongen.

#### Säsongen 2019/2020
Under denna vinter fick Sara Rask sitt riktiga genombrott i Europacupen.
Till skillnad från de tidigare säsongerna genomförde hon inte sin premiär i Funäsdalen. Istället skedde denna i Trysils två storslalomtävlingar 29–30 november. Från att ha haft en trög start resultatmässigt under början av de tidigare säsongerna (bästa premiärresultat var en 22:a plats) inleddes denna med seger i bägge storslalomtävlingarna i Trysil och hon fick en perfekt start på säsongen. 
Segrarna följdes av en 4:e respektive 5:e plats på hemmasnö i Funäsdalen, där hon tidigare inte lyckats bli bättre än 22:a. Efter några sämre tävlingar i Andalo där hon blev 22:a och 9:a samt i Zell am See där det blev en 14:e och 12:e plats blev hon 5:a i Haslibergs ena slalom den 23 januari 2020. Nästan exakt en månad därefter tog hon på nytt en pallplats i Europacupen genom att sluta på en 2:a plats i Folgarias ena storslalomtävling den 23 februari 2020. En vecka senare besteg hon återigen pallen i när hon kom på 3:e plats i samband med Europacupens avslutande tävlingar i Bad Wiessee den 29 februari - 1 mars 2020.
Rask vann Europacupens storslalomdel samt slutade på en 5:e plats i den totala Europacupen under denna säsong, något som kan jämföras med en 58:e plats i storslalomcupen samt 39:e i totalen året innan.

### Världscupen

#### Säsongen 2017/2018
Efter några hyfsade resultat i Europacupen under säsongen fick Rask chansen i den alpina världscupen. Hon genomförde sin världscupdebut i Ofterschwangs storslalom den 9 mars 2018, där hon blev 42:a av de 43 som stod på benen i det första åket. Hon ställde även upp i slalomen dagen efter och blev då 39:a, vilket inte resulterade i något andraåk.
Säsongen 2018/2019
Under denna säsong deltog Sara Rask i världscupen vid tre tillfällen: Levi, Zagreb och Flachau. I Levi blev det en 35:e plats, Zagreb slutade med en 43:e plats och i Flachau slutade hon 44:a.

#### Säsongen 2019/2020
Även under denna säsong fick Rask ställa upp i världscupen vid tre tillfällen och det var samma tre tävlingar som under förra säsongen. I Levi blev hon denna gång 41:a, medan hon körde ur det första åket i Zagreb och återigen slutade 44:a i Flachau. 
Som bäst har Sara Rask varit 35:a i en världscuptävling, vilket var i Levi 2018. 

#### Säsongen 2020/2021
Framgångarna i Europacupen under föregående säsong (2019/2020) bidrog till att hon fick fler chanser att tävla i Världscupen under denna säsong. Då hon vann Europacupens storslalomcup säsongen innan så har hon en friplats i Världscupen för samma gren. Hon startade vid tre tillfällen; dels i premiären i Sölden den 17 oktober 2020 och dels i Kranjska Goras två storslalomtävlingar. Hon tog sig i mål alla gånger, men tog inga världscuppoäng (DNQ).
I slalomdisciplinen gick det bättre. Hon blev uttagen vid fem tillfällen, tog sig i mål i fyra av dem och lyckades för första gången ta sig vidare till andra åket (i Flachau).  Hon slutade på plats 30, vilket innebär 1 världscuppoäng. 

## Mästerskap

### Junior-VM
Rask gjorde sitt första JVM år 2017, i Åre. Hon ställde upp i storslalomen och slalomen och slutade 22:a respektive 19:e.
Hon ställde även upp i Davos JVM 2018, i samma discipliner. Hon blev 16:e i storslalomen och slog till med en 6:e plats i slalomen, något som då var hennes bästa resultat i ett internationellt mästerskap.
År 2019 genomförde hon en start i Val di Fassas JVM, i slalom. Hon lyckades inte riktigt stå emot det fina resultat hon gjorde i Davos, utan blev 8:a vid detta tillfälle.
Juniorvärldsmästerskapet i alpin skidåkning 2020 i Narvik blev dock en succé. Hon ställde upp i storslalomen och var totalledare efter det första åket. Hon försvarade detta under åk 2 och blev således juniorvärldsmästare i den disciplinen. Det var även tänkt att hon skulle tävla i slalom, men denna ställdes in på grund av coronavirusets spridning.